# Roland Loibl
Roland Loibl (* 30. Juni 1961 in Wien) ist ein österreichischer Entrepreneur, Filmproduzent und -regisseur.

## Leben und Beruf
Loibl studierte Betriebswirtschaftslehre an der Wirtschaftsuniversität Wien sowie, postgraduate, Kulturmanagement am vormals Institut für kulturelles Management, künstlerische Betriebsführung und Öffentlichkeitsarbeit genannten Institut an der damaligen Hochschule für Musik und darstellende Kunst Wien. Er ist als Teenager Mitglied im Chor der Wiener Goethekantorei unter der Leitung von Franz Xaver Meyer und Gründer, sowie Schlagzeuger, der Jazzrock Band „Epsilon“, mit Auftritten auf angesagten Bühnen in Wien (U4, Metropol). Zu jener Zeit gründete er, gemeinsam mit Johanna Kahr (geb. Kohlmaier), das 1. Maurer Filmfestival in Wien.
Ab 1989 „Head of TV“ bei Young & Rubicam/Wien und Demner, Merlicek & Bergmann/Frankfurt mit baldigem Wechsel auf die Film-Produktionsseite zu Tempomedia Filmproduktion GmbH/Frankfurt und ab 1993 bei Satel Film/Wien.
1994 erfolgt in Kooperation mit Neue Sentimentalfilm in Frankfurt am Main die Gründung der Neue Sentimental Film Wien GmbH, die in den folgenden Jahren die Marktführerschaft erlangt.
Im Jahr 2000 wird die österreichische Firma in eine internationale Holding eingebracht und an der Börse Frankfurt gelistet (IPO Listing Nemax 2000).
Als Vorstand der Holding zeichnete Loibl als Creative Director inhaltlich und künstlerisch für sämtliche Produktionen und Kunstprojekte der Neue Sentimental Film Austria AG verantwortlich. Unter seiner Leitung entwickelte sich das Unternehmen zum internationalen Medienhaus, mit Niederlassungen in Barcelona, auf Zypern, in Neuseeland und Los Angeles. (Siehe Projektliste)
2010 trennte sich Loibl von der klassischen Werbe- und Filmproduktion und verkaufte seine Anteile an der Neue Sentimental Film AG. In Kooperation mit dem österreichischen Digital-Media-Haus, Friendly Fire Communication GmbH gründete er die Kommunikationsproduktion Friendly Fire Shoots GmbH, ein Digital-Media-Unternehmen mit der Vision, medienübergreifende Projekte aus den unterschiedlichsten Kommunikations-, Kultur- und Eventbereichen mit den Mitteln modernster Produktionstechnologien realisierbar zu machen und in Folge die digitale Inspirationsplattform Geenie GmbH. Geenie steht für die Vermittlung von ausgewählten Ideen und Abenteuern im Bereich Kunst & Kultur. Ursprünglich als Mobile App konzipiert stellte die Plattform 2020 wegen der COVID-19-Pandemie den Betrieb ein.
Loibl ist seit 1994 mit Sabine (* 1963, geb. Mühlberger) verheiratet. Sie sind Eltern zweier erwachsener Töchter, haben ihren Lebensmittelpunkt in Wien und Denkwerkstatt im burgenländischen Halbturn.

## Gründungen
- 1976: Gründung Jazzrock-Band Epsilon
- 1984: Gründung des 1. Mauerer Filmfestivals in Wien
- 1994: Gründer und Geschäftsführer Neue Sentimental Werbefilm GmbH
- 2000: Gründer und Vorstand Neue Sentimental Austria AG
- 2001: Gründung D/Art Club GmbH
- 2001: Gründung Hitsquad Record GmbH[10]
- 2004: Umgründung D/Art Club in Neue Sentimental Entertainment GmbH
- 2010: Gründer und Geschäftsführer der Friendly Fire Shoots Digital Media GmbH[11]
- 2015: Umgründung Friendly Fire Shoots in Roland Loibl Shoots GmbH[12]
- 2017: Gründer und Geschäftsführer der Geenie Entwicklungs GmbH[13]

## Arbeit
Als Konzeptionist/Regisseur und Produzent zeichnet Roland Loibl für über 1.000 Werbespots, für so gut wie alle renommierten Unternehmen Österreichs, verantwortlich. Österreichwerbung, A1-Telekom, Unilever mit Iglo - Iss was Gscheit's!, Nestlé u. a. für Maggi, Nescafé, Meinl Kaffee, Erste Bank Österreich, Unicredit Bank Austria, Brau Union Österreich AG u.a. für Gösser Bier, SalzburgLand, Hutchison-Drei, Thalia Bücher, Voestalpine, Strabag und viele mehr sind Auftraggeber.
Als eine der erfolgreichsten Eigenproduktionen der Neue Sentimental Film wurden in den Jahren von 2002 bis 2007 im Auftrag des Österreichischen Rundfunks 119 Folgen des Fernsehmagazins Sendung ohne Namen entwickelt und produziert. Sendung ohne Namen erhielt 2003 den österreichischen Film- und Fernsehpreis „Die Goldene Romy“ in der Kategorie „Innovativste Fernsehidee“. 2004 erhielt Loibl für die ORF-Sendereihe Sunshine Airlines „Die Goldene Romy“ als „Bester Produzent“.
In der Zeit zwischen 2003 und 2005 konzipierte Loibl die Eröffnungen der Wiener Festwochen am Wiener Rathausplatz und übernahm dabei auch die Live-Regie. Die Konzerte hatten 40.000 Live-Zuschauer mit europaweiter SAT-Übertragung.
Der wirtschaftliche Erfolg ermöglicht das Engagement für künstlerische und soziale Projekte. Arbeiten für NGO-Projekte der Caritas und Licht für die Welt sind Tätigkeitsbeispiele. Das zivilgesellschaftliche Engagement der Erste Stiftung mit ihren Social-Development-Programmen sind Loibl wichtig. Dazu gehört auch die Gestaltung des Erste Foundation Award for Social Integration, der die wichtigsten Modelle der sozialen Integration, Intervention und Innovation in Central and Eastern European Countries (CEE) honoriert.
Die weltweit vertriebene Kino-Dokumentation Plastic Planet und der Eröffnungsfilm der Universiade in Shenzhen in China sind berufliche Höhepunkte. Plastic Planet erhielt 2010 „Die Goldene Romy“ als „Bester Kino-Dokumentarfilm“.

## Projektliste (Auszug)
- 2003: Battlemönche (Musik-DVD, 90 min.)
- 2003: André Heller – Ruf und Echo (30 min.)
- 2004: Wo der Tanz steht (Fernsehdokumentation, 58 min.)
- 2004: Der fliegende Holländer - Feuer und Eis (Fernsehdokumentation)
- 2003–2005: Eröffnung der Wiener Festwochen (Live-Event)
- 2004: Parsifal - Indiana Jones und Richard Wagner (Fernsehdokumentation, 60 min.)
- 2005: Elias Canetti – Die Wiener Jahre (Fernsehdokumentation, 51 min.)
- 2005: 8 x 45 – Heaven (Fernsehfilm, 45 min.)
- 2006: Ten in Love - Markus Schinwald (Kunstfilmserie)
- 2006: 1st Part Conditional - Markus Schinwald
- 2006: Children´s Crusade - Markus Schinwald
- 2006: Dictio Pii - Markus Schinwald
- 2007: 24 Hours – The whole world works (Permanente Video-Installation im Museum Arbeitswelt in Steyr bis 2017)[19]
- 2002–2007: SENDUNG OHNE NAMEN (Fernsehmagazin, 119 Folgen)
- 2004–2006: SUNSHINE AIRLINES (Wöchentliches Kulturmagazin)
- 2006: Kupetzky Mr. Fixit  (Fernsehserie, 13 Folgen)
- 2007: Magic Moments (David Lama Sportlerportraitreihe Red Bull Media, 30 min.)
- 2008: Neue Wiener (Web-TV-Serie, 6 x 25 min.)
- 2009: Plastic Planet (Kinodokumentation, 90 min.)[20]
- 2011–2012: Andi extrem (ATV-Fernsehmagazin, 4 x 65 min.)
- 2011–2015: Erste Foundation Awards for Social Integration[21] und Academy of Central European Schools in Prag, Wien und Bratislava
- 2017–2020: Geenie (Ideen-App)[22]